# Аполда
Аполда (њем. Apolda) град је у њемачкој савезној држави Тирингија. Једно је од 75 општинских средишта округа Вајмарер Ланд. Према процјени из 2010. у граду је живјело 23.386 становника. Посједује регионалну шифру (AGS) 16071001.

## Географија
Аполда се налази у савезној држави Тирингија у округу Вајмарер Ланд. Град се налази на надморској висини од 205 метара. Површина општине износи 46,2 km². У самом граду је, према процјени из 2010. године, живјело 23.386 становника. Просјечна густина становништва износи 507 становника/km².

## Међународна сарадња
| Мјесто     | Држава    | Врста сарадње | Од    |
| ---------- | --------- | ------------- | ----- |
| Рапид Сити | САД       | партнерство   | 1994. |
|            | Шведска   | партнерство   | 1994. |
|            | Француска | партнерство   | 1963. |
| Извор      |           |               |       |